# Insulisia borbonica
Insulisia borbonica är en insektsart som beskrevs av Bonfils och Attit 1998. Insulisia borbonica ingår i släktet Insulisia och familjen Meenoplidae. Inga underarter finns listade i Catalogue of Life.